# Course d'orientation
Pour les articles homonymes, voir Course, Orientation et CO.
 (février 2016).
Si vous disposez d'ouvrages ou d'articles de référence ou si vous connaissez des sites web de qualité traitant du thème abordé ici, merci de compléter l'article en donnant les références utiles à sa vérifiabilité et en les liant à la section « Notes et références ».
La course d'orientation (CO) est un sport de pleine nature qui se pratique avec une carte ou un document spécifique à normes codifiées, une boussole et un système de gestion des balises adapté comme une chronométrie électronique (puce électronique au doigt). Elle peut se dérouler dans des zones naturelles (forêt, champs, etc.), en zone urbaine ou les deux, de jour ou de nuit. Une personne pratiquant cette activité est appelée orienteur ou orienteuse.
La forme traditionnelle est une course à pied individuelle de type tout terrain, mais d'autres formes de course d'orientation sont nées au fil des années, notamment à VTT, mais aussi à ski, à raquettes, à cheval, en équipe, à l'aide de matériel de transmission voire en plongée. Ce sport est une activité libre et est géré par l'International Orienteering Federation.

## Principe
Au départ en loisir ou d'une compétition traditionnelle, l'orienteur reçoit une carte codée ainsi que la définition des postes sous forme d'une petite feuille avec le numéro des postes et des codes inscrits (sur les boitiers des postes type FFCO), ainsi que leur emplacement précis à l'aide de dessins codifiées (normes IOF (International Orienteering Federation) cartographiques ISOM 2020 ou ISSOM 2020) ; le terrain qu'elle représente ne peut être connu par l'orienteur sauf pour les championnats de la FFCO hors départementaux, régionaux et les courses nationales où la carte doit être nouvelle et secrète[pas clair]. Il doit alors effectuer un circuit, dans un ordre imposé (ou libre suivant le format de course) et composé de plusieurs postes de contrôle appelés « balises » (à l'origine de couleur rouge et blanche, désormais orange et blanche, adaptée aux daltoniens). Pour les trouver le plus rapidement possible, l'orienteur doit suivre si possible une démarche réfléchie, en plusieurs phases, par exemple :
1. Une phase de lecture de carte (orientation de la carte, positionnement sur la carte, relation carte-terrain) ;
2. Une phase de choix d'itinéraire sur la carte ;
3. Une phase de réalisation de l'itinéraire avec relation carte-terrain ;
4. Une phase de découverte du poste.

En compétition voire en loisir, les postes de contrôle doivent être atteints le plus rapidement possible et dans l'ordre indiqué sur la carte. Pour y parvenir, l'orienteur doit décider d'un itinéraire le plus adapté à ses capacités, par exemple en évitant les fortes montées ainsi que la végétation trop dense (et donc impénétrable) en s'aidant de sa carte pour rejoindre au plus vite le prochain poste. La difficulté réside dans le choix de cet itinéraire adapté à chacun : un itinéraire trop physique ou trop long peut faire perdre du temps. Il doit aussi gérer sa vitesse : une vitesse de course trop élevée peut empêcher la lecture de carte et diminuer la capacité de réflexion, une vitesse de course trop lente peut faire perdre du temps. On[Qui ?] dit que la course d'orientation est le sport « de la tête et des jambes ». L'adage semble être « mieux vaut marcher dans la bonne direction que courir dans la mauvaise ».

Le symbole international de la course d'orientation, à l'origine rouge et blanc. Ce symbole est utilisé sur les balises qui servent à marquer les points de contrôle d'une course d'orientation.

## Histoire
La course d'orientation (CO) trouve ses origines dans les pays scandinaves à la fin du XIXe siècle et apparaît progressivement en France après la Seconde Guerre mondiale, fruit d'un prosélytisme suédois pour des raisons en partie économiques.
À partir de 1893, des pratiques d'orientation compétitives naissent dans les milieux militaires du royaume de Suède-Norvège et gagnent rapidement quelques clubs civils d'athlétisme ou de ski. La période est propice. Comme dans tous les pays d'Europe, la vague sportive accompagne l'industrialisation. Elle touche les rives de la Baltique et, dans un contexte de social-démocratie, donne progressivement naissance à un « modèle sportif nordique » inspiré des mouvements populaires. À mi-chemin entre activités topographiques militaires et cross-country anglais, les premiers concours d'orientation s'inscrivent dans cette mouvance et préfigurent ce qui va devenir un des sports les plus prisés des pays nordiques.
C'est en Suède — séparée de la Norvège en 1905 — que la nouvelle activité se développe et donne naissance, après la Première Guerre mondiale, à l'Orientering (avec un seul « e »), sport progressivement règlementé et institutionnalisé d'abord sous l'égide de la Fédération athlétique des Sports de Stockholm puis, à partir de 1938, sous celle d'une fédération autonome la Svenska orienteringsförbundet (SOFT) précédant la mise en place de structures similaires au Danemark, en Norvège et en Finlande. Car les Suédois ont suscité dès 1930 des échanges avec les pays voisins et créé les premières conditions d'une harmonisation inter-nordique.
C'est également sous leur instigation que se constitue après la guerre le Nordisk orienterings råds, organisme composé de la Norvège, de la Finlande, du Danemark et de la Suède, chargé d'élaborer un calendrier annuel de rencontres et d'harmoniser les règlements. Le prosélytisme suédois permet alors d'aboutir à la création de l'International Orienteering Fédération (IOF) le 22 mai 1961 à Copenhague, donnant naissance à l'Orienteering (avec deux « e ») à la définition internationale désormais légitime : « course contre-la-montre, en terrain varié généralement boisé, sur un parcours matérialisé par des postes que le concurrent doit découvrir dans un ordre imposé, par des cheminements de son choix, en se servant d'une carte et éventuellement d'une boussole ». Dix pays en deviennent les premiers membres : Suède, Norvège, Finlande, Danemark, Bulgarie, Hongrie, Tchécoslovaquie, Allemagne de l'Est, Allemagne de l'Ouest et Suisse.
Les mécanismes de la diffusion de l'orientering puis de l'orienteering en Europe sont bien rodés : les milieux porteurs de pratiques traditionnelles d'orientation sont contactés, des courses dites de propagande sont effectuées visant à faire connaître le modèle sportif nordique. Si des tentatives infructueuses d'implantation française existent avant la création de l'IOF en 1960 en direction des milieux scouts, des organisations touristiques et de la vieille fédération hébertiste la Fédération française d'éducation physique, le prosélytisme suédois s'exerce surtout après : en jeu, des motivations économiques — le marché des boussoles Silva — et symboliques — l'attachement de ce peuple à la diffusion d'un sport dont il a historiquement délimité les normes. C'est donc dans sa version sportive codifiée par la toute jeune IOF que la course d'orientation — traduction française de l'orienteering — se diffuse en France. Le démarchage obstiné de Will Stalbrand, délégué suédois de la succursale française Silva, auprès de l'Office national des forêts, des milieux scolaires et de l'École interarmées des sports (EIS) permet donc de mettre en place les premières compétitions.
La Fédération française de course d'orientation (FFCO) voit le jour le 25 avril 1970, réunissant en un consensus temporaire les acteurs des milieux dans lesquels l'activité sportive s'est implantée. Libérée de la tutelle suédoise dès 1975, la structure se développe, marquée par les oppositions entre militaires et civils. La CO s'est en effet répandue dans les Armées, fruit d'une conjoncture favorable mêlant à la fois l'utilitarisme d'un apprentissage plus moderne de la topographie et l'opportunité pour les athlètes du bataillon de Joinville d'inscrire rapidement la course d'orientation au programme des grandes compétitions internationales militaires et civiles (premiers noms Gallen, Wrobleski, Toussaint (premier champion de France), Hallouard (premier champion de France de nuit), Durieux, Dartial, Sylvestre puis Bousser, Mielle, Le Strat, Plockin, Goret). Fortement impliqués dans les bureaux et comités directeurs, les orienteurs de l'École interarmées des sports constituent jusqu'au milieu des années 1980 l'élite sportive, forts de leur ancrage dans les Clubs sportifs et artistiques de la Défense (CSAD) et bénéficiant de la logistique militaire. Défenseurs du haut niveau et de la version sportive de la course d'orientation, ils s'opposent aux milieux enseignants qui militent en direction d'une orientation « plein air » et une diffusion en direction de la masse. Les luttes de pouvoir sclérosent le développement de la jeune organisation jusqu'au milieu des années 1980, moment où le nombre de clubs civils devient alors supérieur aux CSAD (103 contre 91 pour un total de 194 clubs), et au début des années 1990, date à partir de laquelle une élite n'appartenant plus aux Armées se dessine. Le sport perd progressivement sa connotation militaire peu médiatique et s'autonomise.
L'histoire de la course d'orientation en France a donné lieu à une thèse de doctorat soutenue en 2004 et à sa version grand public actualisée, parue en 2021.

## Actualités
En 2021, 76 différentes fédérations nationales, de tous les continents, adhèrent à la fédération internationale, la Fédération internationale de course d'orientation. Des championnats du monde sont organisés chaque année (en alternance sprint et classique) et la course d'orientation fait partie des Jeux mondiaux. Le programme des championnats du monde comprend cinq compétitions, pour hommes et femmes : sprint, relais sprint (mixte), moyenne distance, longue distance et relais. En compétition, au début des années 2000, le sport est dominé par les pays nordiques et la Suisse (Simone Niggli-Luder), même si les Français sont présents notamment en moyenne distance où Thierry Gueorgiou est champion du monde en 2003, 2004, 2005, 2007, 2008, 2009, 2011 et 2017. C'est en effet grâce à une méthode d'entraînement originale associant en permanence pilotage, lecture de carte et course que son père Michel Gueorgiou, entraîneur national de 1995 à 2004, permet au pôle France de course d'orientation de Saint Etienne et à l'équipe nationale un bond considérable dans le classement des français sur la scène internationale.

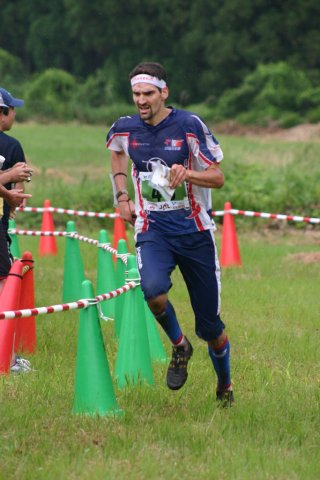
Thierry Gueorgiou en 2007

Selon l'INJEP, en 2022, la Fédération française de course d'orientation (FFCO) recense 198 clubs, compte 9699 licenciés (42,96% femmes et 57,04% hommes), repartis en 6 ligues. La Fédération suisse de course d'orientation (SOLV) en groupe environ 110, la Vlaams Verbond voor Oriënteringssporten (VVO) et la Fédération régionale des sports d'orientation (FRSO) comptent 17 clubs pour la Belgique et la Fédération canadienne de course d'orientation (COF) en réunit environ 30. Les clubs organisent parfois des entraînements et organisent des courses départementales, régionales, nationales voire internationales suivant un calendrier annuel.
En 2019, les pays nordiques ont repris la main avec le retrait de Simone Niggli et Thierry Gueorgiou et l'avènement de Tove Alexandersson et Olav Lundanes[réf. nécessaire].
En 2011, les Championnats du monde de course d'orientation (WOC : World Orienteering Championship) sont organisés en France (pour la deuxième fois après Gérardmer en 1987) sur le site de La Féclaz en Savoie (73) du 10 au 20 août. L'équipe de France se classe 2e du tableau des médailles avec 3 médailles d'or et 1 médaille de Bronze. Thierry Gueorgiou s'impose sur la moyenne distance et la longue distance en individuel ainsi que sur le relais avec Philippe Adamski et François Gonon.

## Matériel
Le matériel typique des courses d'orientation se compose de : boussole, carte, définition des postes, puce électronique de chronométrage, vêtements (leggings, maillot aéré ou non selon la météorologie) et chaussures adaptées (à crampons en général et parfois avec des piques en métal fixées aux semelles pour gravir des pentes abruptes plus facilement comme en sable). Certaines variantes de course se déroulent de nuit et il convient d'ajouter une bonne lampe frontale (LED de préférence) et/ou lampe VTT en complément. De nouveaux fabricants se sont lancés avec succès sur ce créneau en proposant des lampes dédiées.

### Carte
Les cartes utilisées pour la course d'orientation sont plus détaillées et plus précises que la carte topographique et la légende n'est pas la même. Elles répondent aux normes spécifiques établies par l'IOF, comme l'International Specification for Orienteering Maps (ISOM 2017). Les cartes indiquent clairement les obstacles à la course, les détails perçus au niveau de l'œil et la pénétrabilité de la forêt. Les cartes sont généralement produites par des bénévoles voire des entrepreneurs aux échelles 1/4 000, 1/5 000, 1/7 500, 1/10 000 et 1/15 000 (contre 1/25 000 ou 1/20 000 au début des compétitions voire 1/16 667 pour raison d'impression dans les années 1970) .
Elles possèdent un code de couleurs :
- Le noir : particularités dues à l'homme (chemins, bornes, bâtiments, lignes électriques, etc.) ainsi que les rochers et falaises ;
- Le jaune/orangé : espaces découverts (champs, clairières, etc.) ;
- Le bleu : hydrographie (ruisseaux, marais, étangs, fontaines, etc.) et lignes indiquant le Nord ;
- Le bistre : relief (courbes de niveau, butte, trou, fossé, etc.) ;

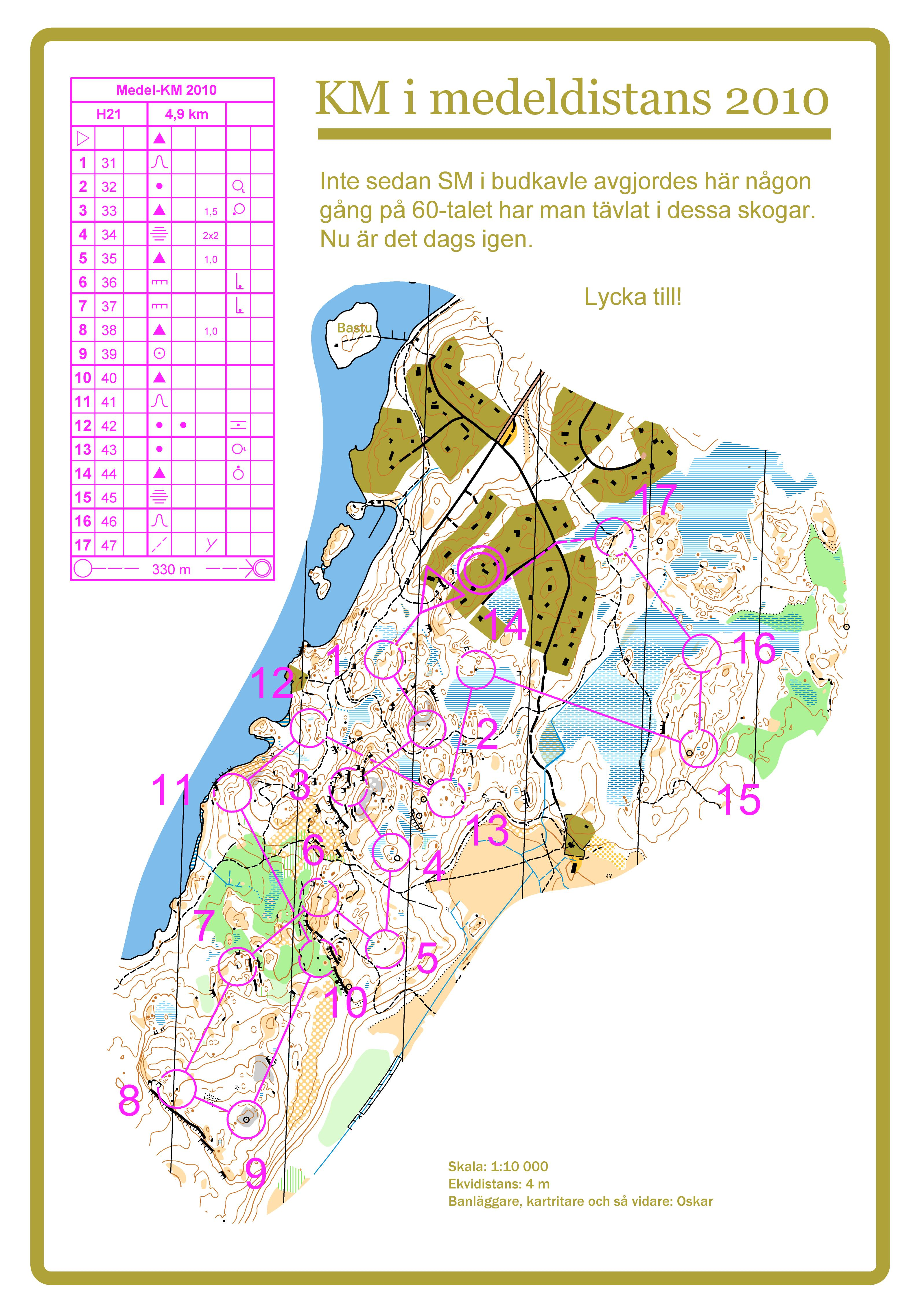
Carte de compétition suédoise, avec le circuit et les définitions de poste imprimés.

- Carte de compétition suédoise, avec le circuit et les définitions de poste imprimés.Le blanc et le vert : la pénétrabilité de la végétation, du blanc (100 % pénétrable, course facile) au vert foncé (végétation dense, course ralentie ou impossible). Depuis, 2019, les zones représentées en vert kaki (khaki green) sont interdites[14].

### Définition des postes
La définition des postes est également normalisée (ex ISOM 2017 peut être imprimée sur la carte. Elle est généralement distribuée sur un papier séparé en compétition, que l'on glisse dans un porte-définition (une sorte de pochette attachée au poignet). Elle sert à préciser l'emplacement du poste de contrôle. Ainsi qu'à contrôler le numéro de poste.

### Système de poinçonnage et de chronométrage électronique
Le système électronique de poinçonnage (SportIdent ou Emit) est le système de validation largement utilisé dans plusieurs pays. Il contient une puce qui enregistre le temps de passage au poste lorsqu'on l'introduit dans le boîtier électronique situé au-dessus de la balise. L'opération ne dure qu'une fraction de seconde. La puce électronique est nominative : un numéro de « puce » est attribué à chaque coureur pour l'épreuve. La lecture de la puce électronique à l'arrivée, dans un dispositif de gestion relié à un ordinateur, permet de vérifier le passage aux postes dans l'ordre imposé et sert également de chronométrage officiel du temps réalisé par le coureur pour effectuer le parcours.

### Boussole
Elle permet d'orienter avec précision la carte et de prendre des azimuts pour traverser la forêt et/ou pour garder une direction. Elle peut s'attacher au poignet ou se suspendre au cou au moyen d'une lanière ou au pouce (auquel cas on parlera de boussole-pouce).

### Montre
Certains coureurs utilisent des montres à récepteur GPS pour analyser, après la course, l'itinéraire qu'ils ont suivi. Elles servent généralement aussi pour les personnes pratiquant de l'athlétisme et plus généralement la course à pied.

### Tenue

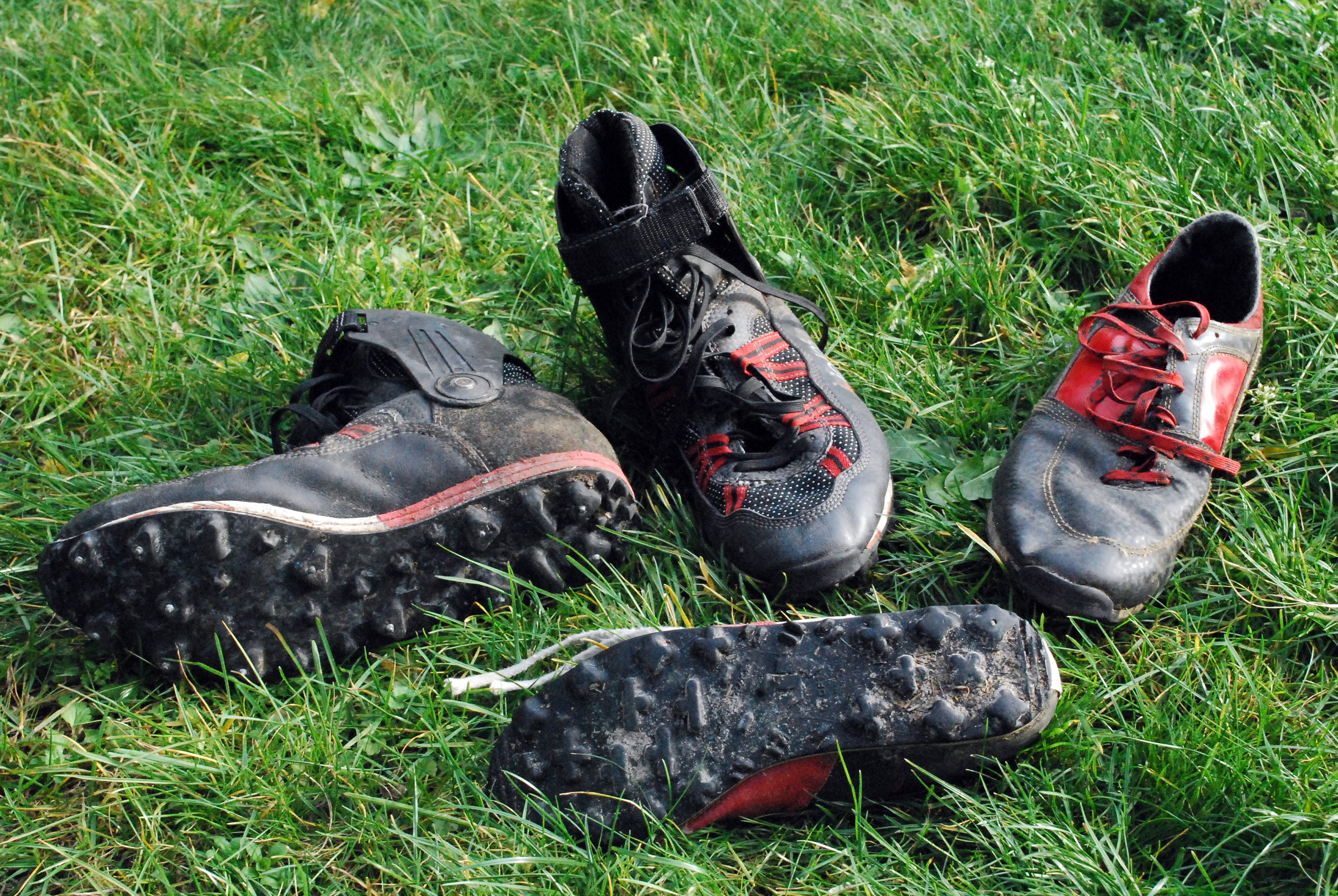
Chaussures de course d'orientation

La tenue, légère et couvrante, doit atténuer les blessures occasionnées par les branches, les ronces, les orties et les buissons piquants, sans gêner les mouvements de l'orienteur. Pantalons et maillots en nylon cèdent la place aux collants synthétiques et aux maillots techniques respiratoires. Le port de guêtres renforce cette protection et permet aussi de diminuer le risque d'attraper des tiques et de se faire piquer par les ronces. Pour les épreuves de sprint en milieu urbain, une tenue de course moins protectrice suffit. Les chaussures sont à semelle antidérapante, certaines possèdent des picots métalliques et peuvent être complétées par le port de chevillères en cas de nécessité médicale.

## Postes de contrôle

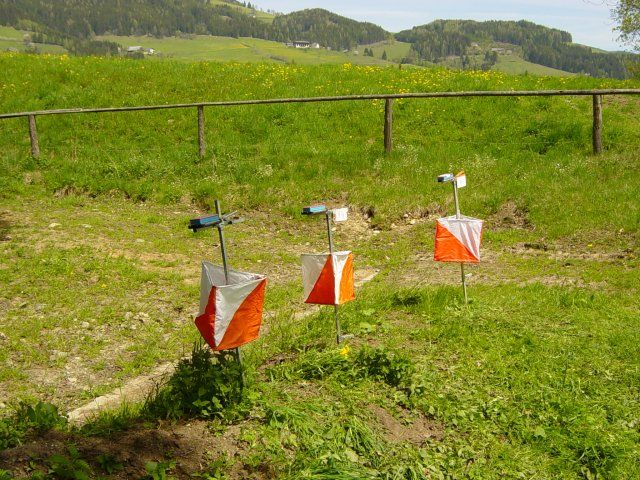
Postes de contrôle. Ici, les postes de contrôle d'une arrivée ayant le même code et favorisant une perte de temps minimale pour le cas d'arrivée massive de concurrents.

Les postes de contrôle correspondent à des points particuliers du terrain et détaillés séparément sur la carte et/ou sur une liste de définitions de postes normalisée.
Les postes sont signalés par une "balise" orange et blanche (couleurs adaptées à toutes les visions en particulier pour les daltoniens avec, pour les courses de nuit, une bande fluorescente. Le concurrent atteste son passage aux postes de contrôle soit en poinçonnant la case concernée d'un carton de contrôle à l'aide d'une « pince à picots » soit, depuis la dernière décennie du XXe siècle, à l'aide d'un dispositif électronique (boîtiers de contrôle sur les postes).
L'absence de tout trajet préétabli entre les postes de contrôle donne beaucoup de flexibilité dans l'organisation de la course. Chaque poste de contrôle, identifié par un numéro unique, peut servir aux courses de différentes catégories de concurrents, chacune de ces courses ayant son degré de difficulté et sa longueur propres.
Sur la carte, les postes de contrôle sont repérés par des cercles numérotés et reliés entre eux par un trait de couleur pourpre transparent. Ils correspondent sur le terrain aux balises qui possèdent un numéro de code. La liste des définitions des postes fournit la correspondance.

## Différentes formes de la course d'orientation
Quelques formes de course d'orientation sont énumérées ci-après. De multiples variantes de ce sport sont possibles : certaines font usage de différents moyens de locomotion, d'autres suppriment l'aspect compétitif de l'activité et il y a deux sortes de courses : celles en étoile (aller à une balise puis revenir au point de départ à chaque fois) et celles en ligne (on part d'un point puis on va à toutes les autres balises pour, à la fin, revenir au point de départ). Elles peuvent se pratiquer de jour ou de nuit.

### Course d'orientation à pied

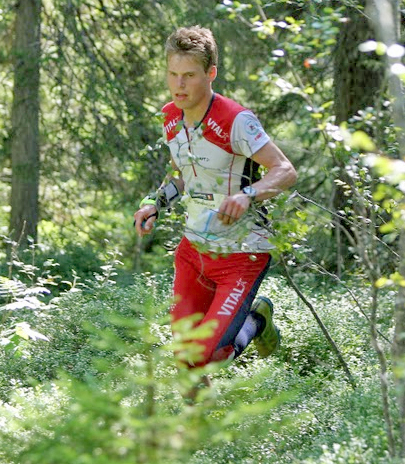
Course d'orientation en forêt (Carl Waaler Kaas à Trondheim en 2010).

Les concurrents disposent d'une carte d'orientation et d'une boussole. Sur la carte sont mentionnées, en surcharge, les localisations :
- du départ de la course, représenté par un triangle ;
- de l'arrivée, représentée par deux cercles concentriques ;
- des postes de contrôle intermédiaires, représentés par des cercles numérotés.

Pour le coureur, la course consiste à rejoindre le plus rapidement possible l'arrivée depuis le départ en passant par les différents postes de contrôle, dans l'ordre obligatoire de leur numérotation, en suivant un cheminement laissé à son appréciation.

#### Longue distance
La longue distance est le format individuel le plus long et à l'origine, elle valorise toutes les techniques d'orientation, ainsi que la vitesse et l'endurance. Pour les championnats du monde élites, les temps de référence pour le vainqueur sont de 100 minutes pour les hommes et 75 minutes pour les femmes. L'échelle de la carte est au 1/15 000 ou 1/10 000 en fonction des catégories.

#### La course de nuit
La course de nuit (qui se pratique à l'aide d'une lampe frontale) est la plus difficile à réaliser étant donné la visibilité environnante réduite à l'éclairage de la lampe utilisée. Les parcours à haut niveau sont similaires à ceux de jour et les résultats chronométrés sont identiques (premier championnat de France en 1974 - Pr Dr André Hallouard (CS Donaueschingen), 1er champion de France et encore très actif bénévole (depuis 55 ans) dans le domaine du sport (course orientation, golf, football, hand ball).

#### Moyenne distance
En moyenne distance, les postes sont plus techniques et la distance plus courte oblige une course rapide. Pour les élites, les temps de référence pour les vainqueurs sont de 30 à 35 minutes aussi bien pour les hommes que pour les femmes. Ce format se pratique sur carte au 1/10 000 ou au 1/7 500.

#### Sprint
Le Sprint est le format de course le plus court ; il se pratique dans des parcs urbains ou sur des terrains urbanisés ou encore en forêt. La carte utilisée est à plus grande échelle, de 1/4 000 à 1/5 000. Les terrains étant généralement très ouverts et les postes de contrôle rapprochés, la durée d'un sprint varie de 12 à 15 minutes pour les vainqueurs.

#### Relais

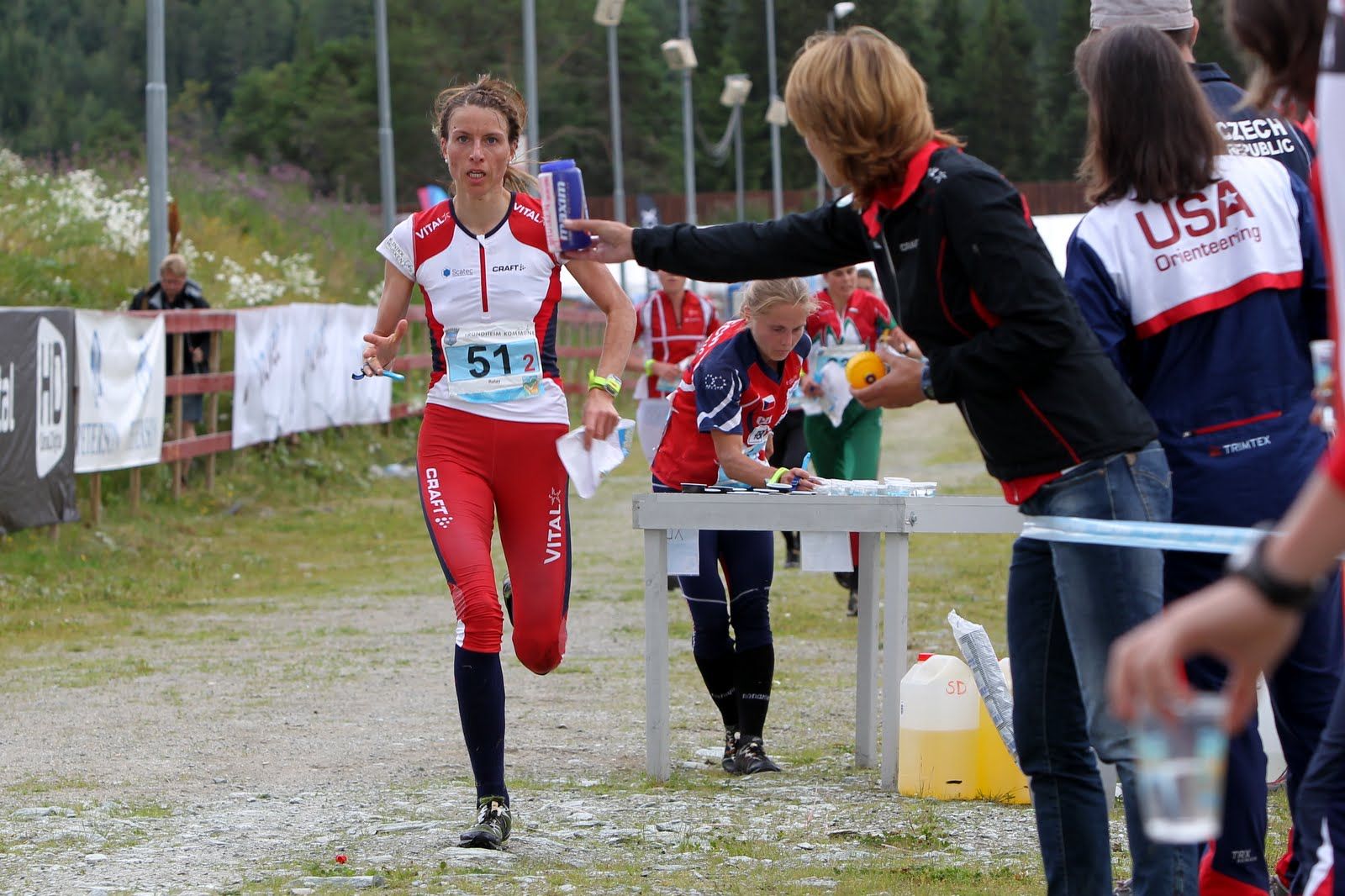
Épreuve de relais (Championnats du monde 2010)

Ce type de course implique des équipes de concurrents, les équipiers courant les uns après les autres. Les premiers coureurs de chaque équipe partent en même temps sous forme de départ en masse, les parcours des différents coureurs ne sont pas exactement les mêmes, de petites variations permettent d’empêcher les concurrents de se suivre. Généralement, les relayeurs de la même équipe n’ont pas tous la même longueur de circuit, certains sont plus longs que d’autres, l’ordre de passage est donc primordial. L'épreuve est remportée par l'équipe totalisant le meilleur temps de course.

#### Relais sprint mixte
Format de course récent, le sprint relais est une course se déroulant principalement dans des zones urbaines (rues, bâtiments) et des parcs. Une équipe se compose de 4 coureurs (dame-homme-homme-dame) où les meilleurs temps sur chaque relais sont de 12 à 15 minutes.

#### Knockout sprint
Depuis 2018 la fédération internationale a créé un nouveau format de course le "Knockout Sprint". Se déroulant en milieu urbain avec les mêmes exigences que le sprint, ce format spectaculaire met en confrontation directe les coureurs lors d'un départ en masse. On retrouve plusieurs phases de course : qualification (8 à 10 min de course), puis quart de finale, demi-finale et enfin finale (6 à 8 min de course) qui oppose 6 coureurs. Ce format est rentré dans le circuit coupe du monde en 2018 et intégrera le programme des WOC en 2020.

### Lacourse au scoreoucourse aux points
La course au score exige des concurrents de visiter le plus grand nombre possible de postes de contrôle dans un laps de temps limité mais dans un ordre laissé au choix du concurrent. Les concurrents quittent habituellement le départ en masse (et non plus chacun à leur tour) et disposent, par exemple, d'une heure. Les postes de contrôle peuvent représenter des valeurs différentes en fonction de la difficulté pour les atteindre ou de la distance à parcourir pour les visiter. Tout retard entraîne une pénalité. Le concurrent vainqueur est celui ayant accumulé le plus grand nombre de points sur l'échelle des valeurs.

### L'orientation à VTT

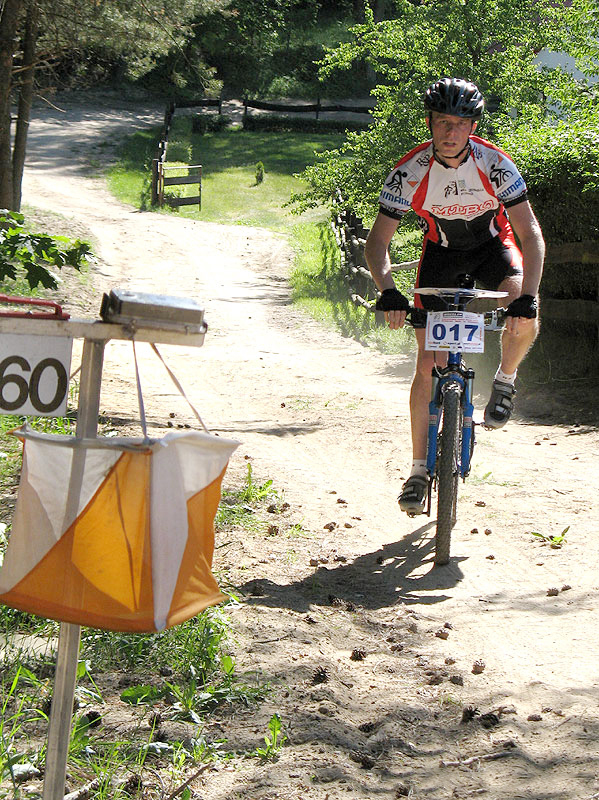
Orienteur à VTT.

L'orientation à vélo tout terrain (VTT) — en anglais : MTB-O, en français : O-VTT — se rapproche des courses de VTT mais prend l'orientation en considération. La carte est habituellement à l'échelle de 1:20 000 et présente des symboles légèrement différents pour les sentiers et les chemins, ceci pour permettre une meilleure lisibilité mais également pour indiquer leur aptitude à la circulation à vélo. Étant donné qu'il n'est habituellement pas permis aux vélos de quitter les sentiers, chemins et routes, le défi majeur consiste à trouver le meilleur parcours pour circuler le plus vite possible. Un porte-carte — parfois rotatif — fixé au guidon du vélo est un équipement indispensable au concurrent.

### L'Orient'Show
L'Orient'Show est une course d'orientation organisée sur un terrain délimité (salle de sport, stade de foot, etc.). La différence de l'Orient'Show par rapport à la course d'orientation « classique » : la durée de l'épreuve est comprise entre 20 et 180 secondes avec une distance variant de 100 à 400 mètres. Voici les principales différences : les spectateurs peuvent suivre la course du départ à l'arrivée, l'épreuve est accompagnée de commentaires et de musique. L'épreuve a été introduite en France par VALMO, club de course d'orientation de Villeneuve-d'Ascq Lille Métropole, et provient à l'origine des pays d'Europe de l'Est.

### L'orientation de précision
L'orientation de précision — en anglais : Trail Orienteering — est une discipline de course d'orientation basée sur la lecture et l'analyse du terrain à l'aide d'une carte. Les compétiteurs doivent identifier sur le terrain les points indiqués sur la carte à distance tout en restant sur des itinéraires carrossables et utilisables en fauteuil roulant (électrique ou non). Pourvus d'une carte et avec seulement l'aide d'une boussole, ils choisissent la balise parmi une grappe de balises, qui représente celle indiquée par le centre du cercle imprimé et la définition du poste fournie. L'identification des bonnes balises nécessite une habileté et une adresse d'esprit mais ne sanctionne pas une habileté ou dextérité motrice particulière. Le classement ne se fait donc pas par une rapidité d'exécution d'un parcours. Les cartes sont généralement à l'échelle de 1:5 000.

### Autres

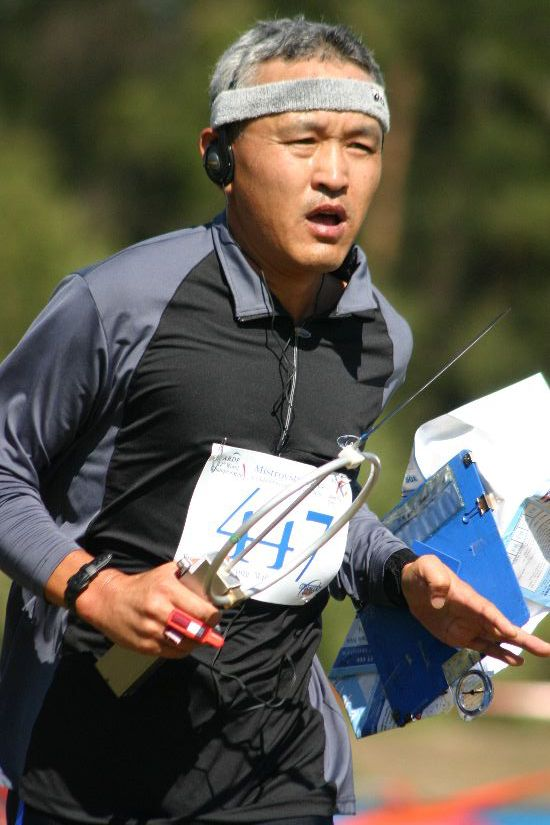
Radiogoniométrie sportive

Le raid (qui peut prendre plusieurs jours), le ski d'orientation (qui se pratique en général sur un domaine de ski de fond), la rand'orientation (sans chronométrage, l'important étant de faire savoir à l'organisateur qu'on a terminé), la course-ficelle (pour les tout petits), la course jalonnée (pour les débutants), la Rogaine (course au score de 12 à 48 heures), la Farsta, la radiogoniométrie sportive, et le virtuel grâce à des jeux comme Catching Features notamment.